# Biblioteca Comunitaria CETYS
La Biblioteca Comunitaria CETYS es la biblioteca ubicada dentro de CETYS Universidad campus internacional Ensenada. Es la tercera biblioteca propiedad de CETYS Universidad, y hermana a las biblioteca "Norberto Corella Gil Samaniego" (Campus Mexicali) y la biblioteca y Centro de Información "Luis Fimbres Moreno" (Campus Tijuana).

## Historia
La Biblioteca Comunitaria CETYS fue inaugurada el 30 de noviembre del año de 2009, por el grupo de directivos académicos del Campus Ensenada. La Biblioteca se construyó a lado del edificio conocido como centro estudiantil, los cuales se encuentran del lado opuesto de los edificios de preparatoria y profesional.
La biblioteca fue abierta con la intención de fomentar y facilitar el estudio a los estudiantes inscritos a bachillerato y universidad CETYS, así como a los estudiantes y personas ajenos a la institución. A palabras de la maestra Diana Woolfolk Ruíz: “este proyecto inició como una respuesta a las necesidades del aprendizaje y para el fomento de la cultura y el arte”. Desde su apertura se cuentan con un aproximado de 20,000 elementos físicos a disposición de los estudiantes, así como una amplia gama de libros y revistas digitales, distribuidos en bases de datos como EBSCO Information Services, Springer Science+Business Media y ProQuest E-book.
Hoy en día se encuentra bajo la dirección de la maestra Amanda Valenzuela Badillo, que ha servido en este puesto desde la inauguración de la biblioteca. También se debe destacar que, al igual que las bibliotecas hermanas de Tijuana y Mexicali, tiene un sistema de préstamo llamado Koha que fue recientemente adquirido.

## Servicios
Esta biblioteca cuenta con un acervo actual de 21,688 libros impresos en diferentes categorías, donde es posible consultar colecciones con temas de filosofía, psicología, religión, derecho, historia general y antigua, ciencias políticas, bellas artes, educación, medicina, agricultura, tecnología, ciencia militar y naval, así como un total de 1,407 recursos multimedia en diferentes formatos como son discos compactos, disquetes y DVD. Dentro de los servicios digitales se encuentra un archivo de más de 60,000 textos académicos, distribuidos a los alumnos por portales de bases de datos y libros electrónicos gratuitos para alumnos CETYS.
Las instalaciones de la biblioteca se distribuyen en 3 pisos, asignados como acervo general (planta baja), entrada y cubículos (primer piso), y servicios digitales y oficinas (segundo piso).
En la planta baja encontraremos el acervo principal, libros de lectura libre, sección infantil, apartado de tesis, hemeroteca y acervo de consulta. En la misma planta encontraremos la sala de estudio, computadoras libres, área de descanso y 3 cubículos para un máximo de 12 usuarios.
En la primera planta se encuentra la recepción, donde se puede realizar el préstamo y retorno de libros; los apartados de nuevas adquisiciones y editorial CETYS, así como el acervo dedicado a Mahatma Gandhi y el acervo multimedia. En las secciones laterales encontramos un total de 10 cubículos para 6 personas disponibles al préstamo en escritorio por un máximo de dos horas.
Finalmente en la segunda planta encontramos 2 salones de conferencias, las oficinas administrativas de la biblioteca y de algunos departamentos de profesional, así como el aula de capacitación (también conocida como aula 601). En esta aula se encuentran disponibles un total de 32 equipos para los alumnos, así como un sistema de presentación para exposiciones.